# 久田満
久田 満（ひさた みつる、1957年 - ）は、日本の心理学者、臨床心理士。上智大学名誉教授。多文化共生社会研究所所長。
趣味はNHK朝ドラ。

## 略歴
1981年上智大学文学部心理学科卒業。1983年慶應義塾大学大学院社会学研究科教育学専攻修士課程修了。1988年同大学院社会学専攻博士課程単位取得満期退学。1993年東京大学より博士（医学）を取得。慶大では山本和郎に師事。 
帝京大学・東京大学助手を経て、1995年東京女子医科大学看護短期大学助教授。1998年東京女子医科大学看護学部助教授、2001年同教授。
2005年より上智大学総合人間科学部心理学科教授。2023年上智大学名誉教授。

## 著書
- （渡辺文夫, 山崎久美子）『医療への心理学的パースペクティヴ』（ナカニシヤ出版, 1995年）
- （山本和郎, 箕口雅博, 原裕視）『よくわかるコミュニティ心理学』（ミネルヴァ書房, 1995年）
- （植村勝彦, 高畠克子, 箕口雅博, 原裕視）『よくわかるコミュニティ心理学』（ミネルヴァ書房, 2006年）
- （上野徳美）『医療現場のコミュニケーション 医療心理学的アプローチ』（あいり出版, 2008年）
- （北素子, 谷口千絵）『看護に活かす心理尺度』（ナカニシヤ出版, 2015年）